# Accademia Lancisiana
L'Accademia Lancisiana è un'associazione di studiosi di medicina, fondata a Roma nel 1715 dal medico Giovanni Maria Lancisi, archiatra pontificio di due papi, Innocenzo XI e Clemente XI.

## Storia
L'Accademia è nata il 25 aprile 1715 a Roma per iniziativa del medico fisiologo Giovanni Maria Lancisi con lo scopo di incentivare la pratica, la discussione e la condivisione della conoscenza della medicina e della chirurgia. Lancisi donò all'accademia la sua ricca collezione di trattati medici, che costituì il nucleo della Biblioteca Lancisiana di Roma.
Dopo diversi cambi di denominazione (Accademia Giacintina, Adunanza degli Amici della Scienza medico-chirurgica, Associazione della Giovane Famiglia Sanitaria degli Ospedali Riuniti di Roma, Società Lancisiana degli Ospedali Riuniti di Roma), fu infine ripristinato il nome originario con regio decreto 27 giugno 1935, n. 1363: in questa occasione essa venne eretta a Ente morale.

## L'accademia oggi
L'accademia continua la sua missione scientifica e culturale ancora oggi, attraverso la regolare organizzazione di convegni scientifici e altre attività. Essa pubblica con cadenza semestrale gli Atti dell'Accademia Lancisiana.
La sua sede fu inizialmente posta presso la Biblioteca Lancisiana dell'Arcispedale di Santo Spirito. Successivamente trovò la sede attuale, presso il Palazzo del Commendatore dello stesso complesso.

## Galleria d'immagini

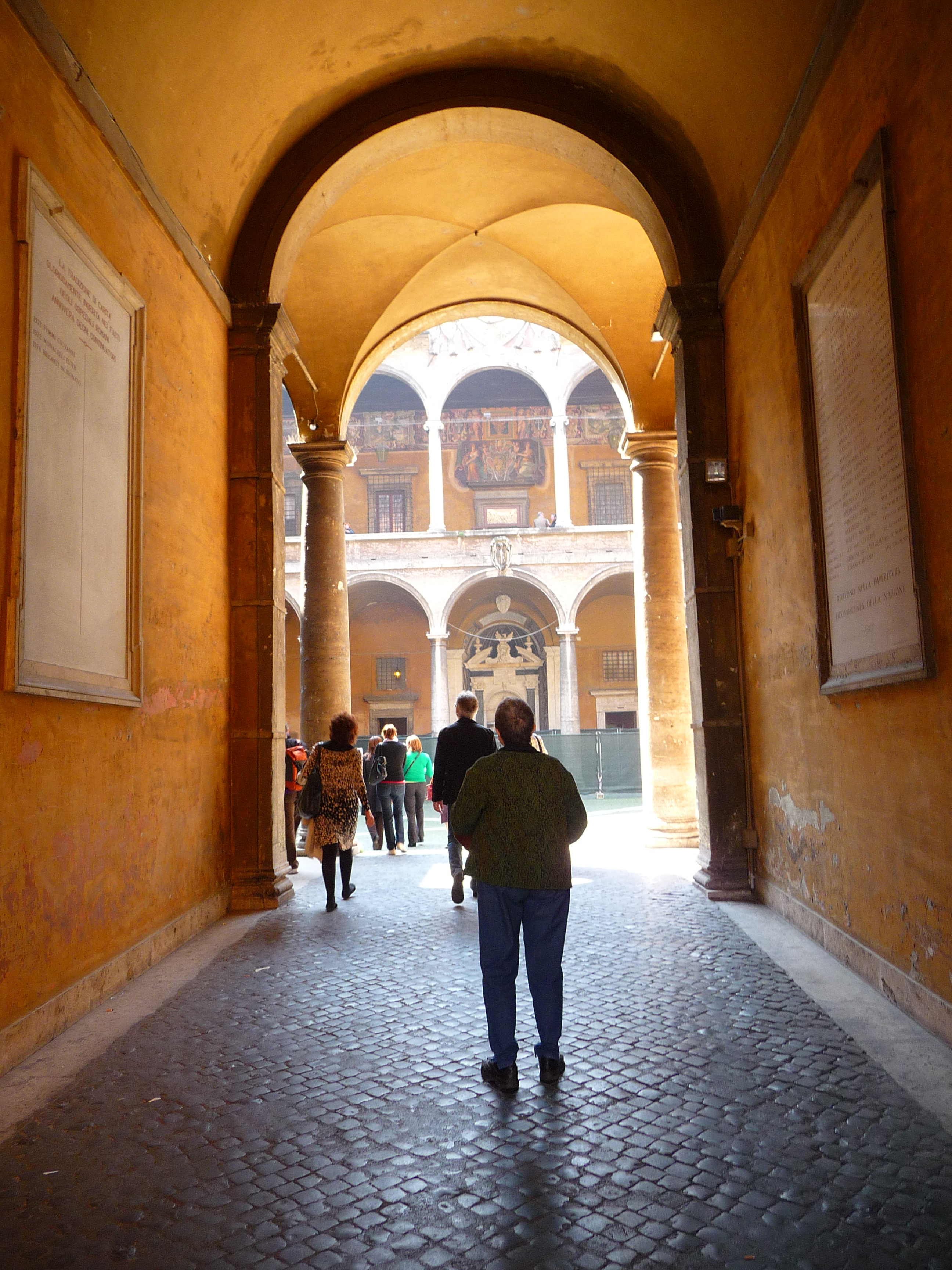
Ingresso dell'Accademia